# ستيف كيلي
ستيف كيلي (بالفرنسية: Steve Kelly)‏ (و. 1976  م) هو لاعب هوكي الجليد كندي، ولد في فانكوفر، مركز لعبه هو جناح ‏.

## جوائز
حصل على جوائز منها:
- كأس ستانلي.

## روابط خارجية
- ستيف كيلي على موقع دوري الهوكي الوطني (الإنجليزية)
- ستيف كيلي على موقع EliteProspects.com (الإنجليزية)
- ستيف كيلي على موقع HockeyDB.com (الإنجليزية)
- ستيف كيلي على موقع Hockey-Reference.com (الإنجليزية)